# إقليم بوكي
إقليم بوكي هو إقليم غيني يقع في غرب غينيا. ويحده دول السنغال وغينيا بيساو والأقاليم الغينية كينديا ولابي. عاصمتها مدينة بوكيه.

## المحافظات
يشمل إقليم بوكيه على المحافظات التالية:
- محافظة بوفا
- محافظة بوكيه
- محافظة فريا
- محافظة غوال
- محافظة كوندارا

إقليم بوكي هو موطن لجزء كبير من احتياطيات الألومنيوم (أو البوكسيت) في غينيا. يوجد منشأتين على الأقل من أكبر منشآت التعدين في البلاد هناك:
- شركة بوكسيت غينيا، أو CBG، التي تديرها هالكو للتعدين، وهي كيان دولي لتعدين الألمنيوم ومشترك بين الشركات.
- شركة ألومينا غينيا، أو ACG، تشغل مجمع فرغيا بوكسيت-ألومينا في محافظة فريا.